# Knut Reinhardt
Knut Reinhardt (født 27. april 1968) i Hilden, Vesttyskland er en tysk tidligere fodboldspiller (midtbane). Han spillede syv kampe for det tyske landshold.
Reinhardts første landskamp var en venskabskamp mod Sovjetunionen 21. september 1988, som tyskerne vandt 1-0. Han deltog senere også i en kvalifikationskamp til EM 1992 i Sverige, men blev ikke udtaget til truppen til slutrunden.
På klubplan spillede Reinhardt i Bundesligaen for henholdsvis Leverkusen, Dortmund og Nürnberg, og vandt både nationale og internationale titler.

## Titler
UEFA Cup
- 1988 med Bayer Leverkusen

Bundesligaen
- 1995 og 1996 med Borussia Dortmund

DFL-Supercup
- 1995 med Borussia Dortmund

Champions League
- 1997 med Borussia Dortmund

Intercontinental Cup
- 1997 med Borussia Dortmund